# Peucedanum iletense
Peucedanum iletense är en flockblommig växtart som beskrevs av Spreng.. Peucedanum iletense ingår i släktet siljor, och familjen flockblommiga växter. Inga underarter finns listade i Catalogue of Life.